# Lautoka
Lautoka es la segunda ciudad más poblada de Fiyi. Está situada al oeste de la isla de Viti Levu, a 24 kilómetros al norte de Nadi, y es el segundo mayor puerto de Fiyi, después de Suva.

## Historia
El nombre de la ciudad se deriva de dos palabras fiyianas que significan "golpe de lanza". Según una tradición oral, el nombre surgió tras un duelo entre dos jefes. Mientras uno lanzaba al otro, se informó que había gritado "¡Lau-toka!" ("¡Ojo de buey!").
El primer avistamiento europeo conocido de la zona de Lautoka tuvo lugar el 7 de mayo de 1789. El capitán William Bligh divisó y trazó de forma aproximada las costas de Lautoka mientras realizaba su épico viaje a Timor, a raíz del motín del HMS Bounty.

## Características
El nombre de Lautoka significa golpe de lanza. 
Es conocida como la ciudad del azúcar por encontrarse en el centro de la región productora de caña de azúcar. El festival consagrado a ese importante producto se celebra en septiembre. Además del procesamiento de la caña, otras actividades relevantes son la extracción maderera, la destilería, la producción de cerveza, la joyería, la pesca y la construcción.
Cuenta con un activo comercio, que se ve enriquecido por la presencia de turistas que utilizan el puerto como punto de partida hacia los hoteles y las atracciones naturales.
Según el censo de 2007 (último hasta la fecha) la ciudad tenía una población de 52.220 habitantes, en un área de 16.07 km². 
En esta ciudad tiene su sede el equipo de fútbol Lautoka FC.